# Stratiomys micropilosa
Stratiomys micropilosa är en tvåvingeart som först beskrevs av Enrico Adelelmo Brunetti 1920. Stratiomys micropilosa ingår i släktet Stratiomys och familjen vapenflugor.
Artens utbredningsområde är Myanmar. Inga underarter finns listade i Catalogue of Life.